# Відданість
Ві́дданість — моральна категорія, яка зазвичай розглядається як високоморальна чеснота. Відданість, на відміну від вірності, це вираз любові. Деякі не живі предмети, або особи можуть бути вірними, але не будуть відданими.

## Трактування
Відданою людиною є та, до якої у нас є повна довіра, і за замовчуванням припускається, що довіру не буде надалі зраджено. Вірна людина може довести свою вірність, наповнюючи ділом призначену їй відповідальність, і як певне розширення цього — не спростовувати наші чекання/сподівання.
Відповідальність може бути підтверджена як матеріально (своєчасна відповідь на поштовий лист), так і не матеріально (іраціонально/духовно), наприклад, нерозповсюдження якогось секрету (важливого для вас). Вірною людиною буде та, якій ми можемо довірити наші турботи/хвилювання та секрети, знаючи наперед, що вони не вийдуть за межі нашого кола спілкування/взаємовідносин.
Категорія вірності не є статична, тому з плином часу виникає перманентна необхідність в її підтвердженні.